# Carlo Hintermann
Pour les articles homonymes, voir Hintermann.
Carlo Hintermann est un acteur italien de théâtre, de cinéma et de doublage né le 2 avril 1923 à Milan et mort le 7 janvier 1988 à Acireale.

## Biographie
Carlo Hintermann (parfois orthographié Hinterman) naît le 2 avril 1923 à Milan. Il fait ses débuts au cinéma en 1950 dans Miss Italie de Duilio Coletti et au théâtre en 1957 dans de petites pièces en un acte au Teatro Arlecchino de Rome. Il est connu pour ses rôles à la télévision dans les années 1960 et ses doublages à partir des années 1950.
Malgré son engagement par Vittorio Gassman pour le rôle de Bob La Freccia dans la version italienne d'Irma la Douce, il se sent pénalisé par son physique de nordique (cheveux blonds, yeux bleus, traits durs) le reléguant dans des seconds rôles d'officier nazi ou d'espion soviétique alors que sa carrière, qui se poursuit au cinéma avec une centaine de films, avait commencé avec la comédie à l'italienne.
Pour la télévision il participe à trois séries de sketches du Carosello : en 1958 avec Dario Fo pour l'Agip, en 1961, avec Ubaldo Lay (it) pour les montres Revue de Melville et en 1972 pour les gianduiotti Talmone,.
Il est marié et a quatre enfants.
Il meurt le 7 janvier 1988 à Acireale dans un accident de la route, fauché par une voiture.
L'amphithéâtre municipal de Vico del Gargano, où se déroule l'Estate Teatrale Vichese, porte son nom en hommage au comédien.

## Filmographie
- 1954 : Gran varietà de Domenico Paolella, segment Mariantonia : le jeune galant
- 1957 : La Belle et le Corsaire (Il corsaro della Mezza Luna) de G. M. Scotese : le Tessin
- 1963 : Le Train de Berlin est arrêté (Verspätung in Marienborn) de Rolf Hädrich (de)